# Manuel Gerena
Manuel Fernández Gerena (Puebla de Cazalla, provincia de Sevilla; 4 de octubre de 1945), es un poeta y cantaor flamenco español. Debutó como cantaor profesional en 1968 en el teatro Martínez Montañés de Alcalá la Real. Publicó su primer disco en 1971. En París entró en contacto con Rafael Alberti y Paco Ibáñez, que lo introdujeron en el mundo de la canción protesta. Está considerado la figura principal del llamado flamenco-protesta. El 28 de febrero de 2013 obtuvo la Medalla de Andalucía por su trayectoria artística.

## Documental
En 2016 se grabó el documental La voz en lucha,  producido por Manuel Gómez Cardeña y dirigido por Miguel Ángel Carmona, con guion de Jorge Molina y fotografía de Rubén Martín. En él se describe la vida del artista y los numerosos vetos y prohibiciones que sufrió durante la dictadura franquista como represalia por sus ideas políticas.

## Discografía
- Coplas para Manuel Gerena, 1972.
- Cantando a la libertad
- Cantes del pueblo para el pueblo
- Alianza del Pueblo Nuevo
- Amor sin fronteras
- Flamenco Sevillanas y canciones. Es una colección de 3 discos, el primero dedicado al flamenco, el segundo a las sevillanas y el tercero a canciones.
- Otra nueva ilusión
- Sevillanas del cante
- Del sur vengo a ti
- Miguel Gerena canta con Miguel Hernández. Se editó en 2001 y se reeditó en 2017 coincidiendo con el 75 aniversario de la muerte del poeta, añadiendo dos temas nuevos, La nana de la cebolla y Para la libertad.
- Un rebelde con causa

## Libros
- Cantes del pueblo para el pueblo
- El amor de los poetas
- Escribir para cantar. Flamenco con otro sentido
- A contracorriente por la dignidad. Dedicado al poeta Miguel Hernández.